# Bellville (Georgie)
Bellville je vesnice v Evans County, v Georgii, ve Spojených státech amerických. V roce 2011 žilo ve vesnici 123 obyvatel.

## Demografie
Podle sčítání lidí v roce 2000 žilo ve městě 130 obyvatel, 54 domácností, a 42 rodin. V roce 2011 žilo ve městě 64 mužů (58,0%), a 59 žen (48,0%). Průměrný věk obyvatele je 48 let.